# Xa lộ Liên tiểu bang 97
Xa lộ Liên tiểu bang 97 (tiếng Anh: Interstate 97 hay viết tắt là I-97) là xa lộ liên tiểu bang nội tiểu bang nằm hoàn toàn trong Quận Anne Arundel của tiểu bang Maryland, Hoa Kỳ. Nó chạy từ thành phố Annapolis tại đoạn đường trùng với Quốc lộ Hoa Kỳ 50, Quốc lộ Hoa Kỳ 301, và I-595 không có biển dấu đến thành phố Baltimore tại xa lộ vành đai của thành phố. Ban đầu nó được xem là một xa lộ nhánh ngắn và được đặt mã số là Xa lộ Liên tiểu bang 297, dự định được xây dựng dọc theo hành lang Xa lộ Maryland 3 nhưng bị hủy bỏ vì sự phản đối của dân địa phương. Được hoàn thành năm 1993, I-97 hiện nay là xa lộ liên tiểu bang 2-chữ số (chính yếu) ngắn nhất tại Hoa Kỳ. Đây là xa lộ liên tiểu bang 2-chữ số duy nhất trên Hoa Kỳ chính địa nằm hoàn toàn trong một quận và cũng là xa lộ liên tiểu bang 2-chữ số duy nhất trên Hoa Kỳ chính địa không có liên kết trực tiếp đến bất cứ xa lộ liên tiểu bang 2-chữ số nào khác.

## Mô tả xa lộ

Một phiên bản củ của biển dấu I-97 được dùng tại tiểu bang Maryland, vẫn còn được nhìn thấy dọc theo con đường này

Xa lộ Liên tiểu bang 97 bắt đầu tại Quốc lộ Hoa Kỳ 50/US 301/I-595 không biển dấu cùng với một cặp đường địa phương có đường nhánh dẫn trực tiếp vào trong I-97 tại một nút giao thông lập thể hình chữ T.  Về phía nam, cũng cặp đường địa phương đó biến thành Xa lộ Maryland 665 trong vai trò một xa lộ cao tốc nhánh ngắn dẫn trực tiếp vào thành phố Annapolis.  Ngay sau đó, I-97 đi qua bên trên Xa lộ Maryland 450 mà không có đường liên chuyển đường.  Xa lộ tiếp tục đi theo hướng tây bắc, đi qua một khu vực rừng rậm rạp có rất ít điểm giao cắt với các đường lộ khác. Nút giao thông khác mức đầu tiên là với Xa lộ Maryland 178 mặc dù chỉ có lối đi từ MD 178 vào chiều đi hướng nam của I-97 mà thôi, và xe cộ chỉ có thể đi vào xa lộ I-97 từ MD 178 ở chiều đi hướng bắc.  Không có đường dẫn ra ở chiều đi hướng bắc cho đến lối ra 7 là nơi xa lộ I-97 liên đổi đường với điểm đầu của cả Xa lộ Maryland 3 và Xa lộ Maryland 32.  Bên trong nút giao thông lập thể này, Xa lộ Liên tiểu bang 97 quay lên hướng đông bắc và đi theo đường củ của Xa lộ Maryland 3, chuyển đổi từ một xa lộ liên tiểu bang nông thôn với vài lối ra thành một xa lộ liên tiểu bang đô thị hơn.
Dọc theo hành lang MD 3 củ mà Xa lộ Liên tiểu bang 97 hiện nay đi theo, sự phát triển bắt đầu xuất hiện gần xa lộ hơn và mặt đường chuyển đổi từ đường nhựa sang đường bê tông cho đoạn đường còn lại của nó.  Tại Glen Burnie, xa lộ liên đổi đường với Xa lộ Thương mại Maryland 3, con đường cũ của Xa lộ Maryland 3 mà hiện nay không còn kết nối trực tiếp với xa lộ mẹ của nó nữa. Ra khỏi xa lộ này, I-97 liên đổi đường với Xa lộ Maryland 100, một xa lộ cao tốc quan trọng tại Quận Anne Arundel.  I-97 đi qua phía trên Đường sắt nhẹ Baltimore khi nó cắt ngang và không lâu sau đó liên đổi đường với Xa lộ Maryland 648 gần Trạm Cromwell thuộc Đường sắt nhẹ Baltimore.
Xa lộ Liên tiểu bang 97 kết thúc bên ngoài thành phố Baltimore tại một nút giao thông lập thể với Xa lộ vành đai Baltimore.

## Lịch sử
- Con đường bắc–nam được đề xuất ban đầu là đi theo hành lang Xa lộ Maryland 10 hiện tại.
- Con đường đề xuất thứ hai gồm có một đoạn của Quốc lộ Hoa Kỳ 50/Xa lộ Liên tiểu bang 595(không biển dấu) giữa Xa lộ Liên tiểu bang 95 và I-97 hiện tại.
- Hai xa lộ nhánh ngắn của I-97 được hoạch định nhưng không được xây dựng. Đáng lẽ sẽ có Xa lộ Liên tiểu bang 197 dài 4 dặm (6,4 km) và Xa lộ Liên tiểu bang 297 dài 7,7 dặm (12,4 km).[3]